# Mori-Ōgai-Gedenkstätte

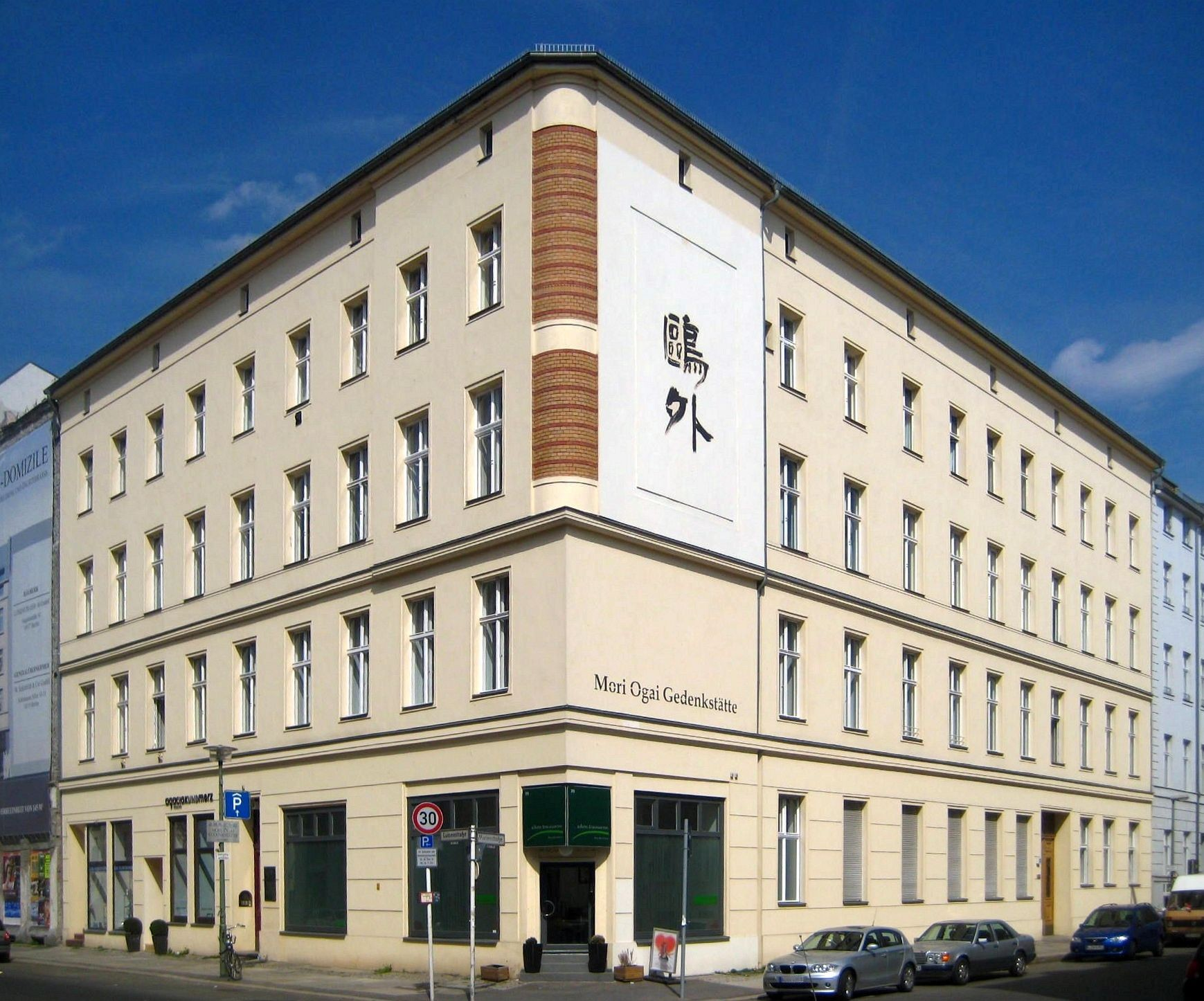
Luisenstraße 39

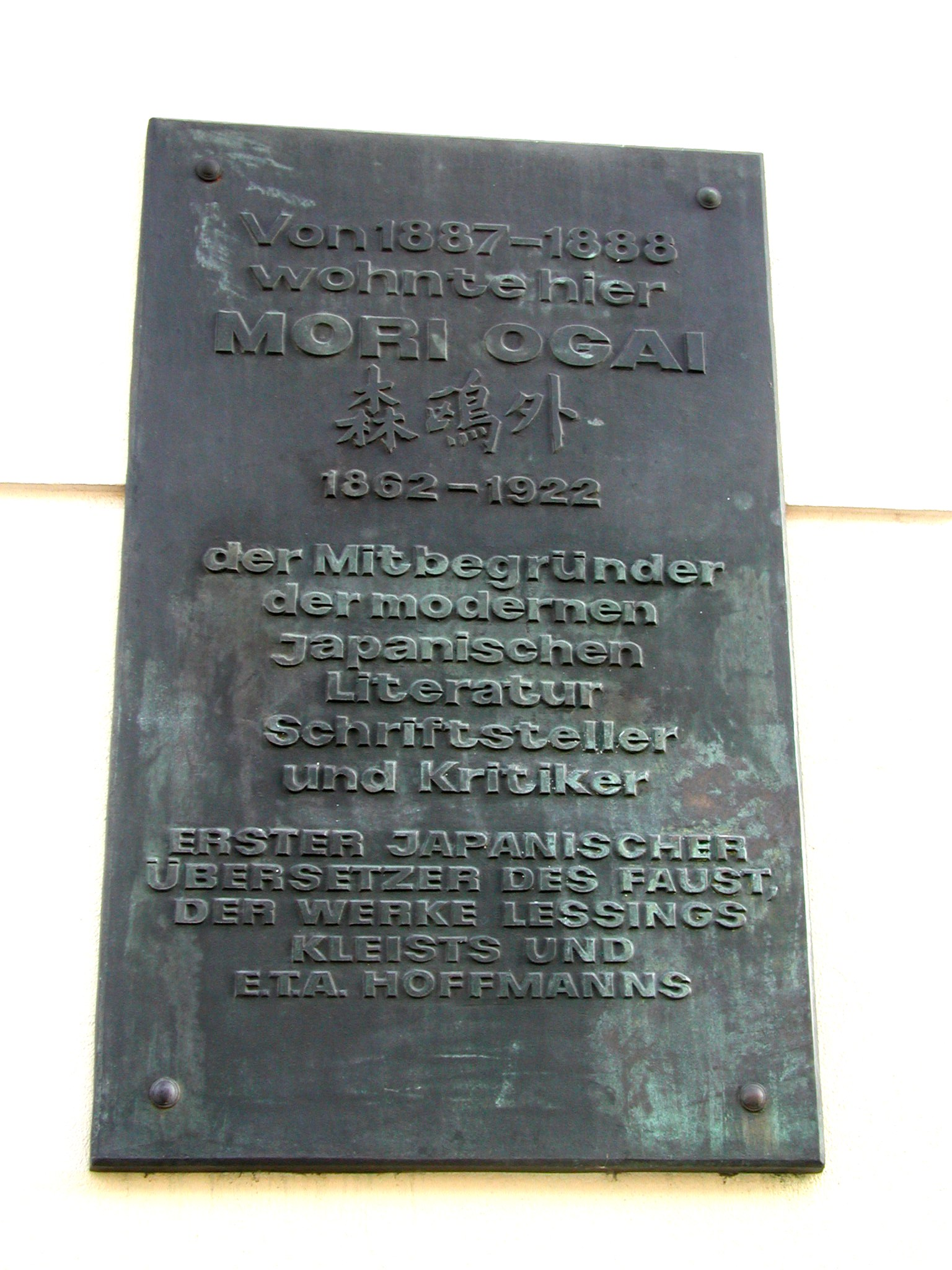
Gedenktafel in der Luisenstraße

Die Mori-Ōgai-Gedenkstätte ist ein dem japanischen Arzt, Dichter, Übersetzer und Publizisten Mori Ōgai (1862–1922) gewidmetes Museum der Humboldt-Universität in der Luisenstraße 39 im Berliner Ortsteil Mitte.
Während seines Studiums in Deutschland (1884–1888) wohnte Ōgai von April bis Juni 1887 in einem Zimmer der Pension Stern im Eckhaus Luisenstraße 39 bzw. Marienstraße 32 in Berlin. Diese Wohnung wurde Ort der Gedenkstätte, die heute Gelegenheit bietet, sich über sein Leben, Werk und die Epoche zu informieren.

## Einrichtung
Die Mori-Ōgai-Gedenkstätte ist Teil des Instituts für Asien- und Afrikawissenschaften (IAAW) der Humboldt-Universität zu Berlin und in der Lehre mit dem Fachbereich Seminar für Ostasienstudien assoziiert. Die Einrichtung übernimmt auf dem Gebiet der Vermittlung zwischen japanischer und europäischer Kultur wissenschaftliche Aufgaben, die an die Person und das Werk des homme de lettres Mori Rintarō, genannt Ōgai (鷗外 ‚Möwenfern‘), anschließen. Die Gedenkstätte dient der wissenschaftlichen Information der deutschen Öffentlichkeit und japanischer Besucher über das Vermächtnis Ōgais und fördert die wissenschaftliche Beschäftigung mit seinem Leben und Wirken. Zu ihren Hauptaufgaben zählt die Übersetzung, Erschließung und Verbreitung seiner Schriften sowie von Werken, denen für ein kulturelles Verständnis zwischen Japan und Europa eine wichtige Bedeutung zukommt.
In der Gedenkstätte erwartet den Besucher die Dauerausstellung zu Leben und Wirken Ōgais, welche die Berlin-Erfahrung des jungen Intellektuellen hervorhebt. Das im Stil des späten 19. Jahrhunderts möblierte Gedenkzimmer empfindet seinen Wohnalltag in der ehemaligen Pension nach. Im Studienraum stehen sämtliche Schriften Ōgais im japanischen Original, die vorliegenden Übersetzungen sowie die einschlägigen Forschungsbeiträge bereit; das Ogai Portal ermöglicht eine vertiefte Auseinandersetzung mit dem Mitbegründer der modernen japanischen Literatur. Wechselnde Sonderausstellungenen und Veranstaltungen thematisieren die kulturellen und wissenschaftlichen Begegnungen zwischen Japan und Europa während des Übergangs zur Moderne. Unter anderem findet seit 2017 jährlich der Deutsch-Asiatische Studientag Literatur- und Geisteswissenschaft an der Einrichtung statt.
Die Gedenkstätte wird jährlich von zahlreichen Touristen besucht, die auch aus Japan stammen. Ihre Arbeit wird durch die rechtsfähige Stiftung Mori Ôgai-Gedenkfonds unterstützt.

## Geschichte
Mit einem Brief vom 8. Juni 1965 wendeten Kawabata Yasunari, Präsident des Japanischen PEN-Clubs, Niwa Fumio, Präsident des Japanischen Schriftstellerverbandes, und Takami Jun, Präsident des Museums für moderne Literatur, sich an den Magistrat von Berlin (Ost). Man bat darum, das Wirken des Schriftstellers und Vermittlers europäischer Literatur in Japan, Mori Ōgai, durch eine Gedenktafel zu würdigen. Diese wurde 1966 enthüllt. Anlässlich der 100-jährigen Wiederkehr der Ankunft Ōgais in Deutschland wurde am 12. Oktober 1984 auf Initiative des Japanologen und Übersetzers Jürgen Berndt (1933–1993) unter Mitwirkung von Charlotte von Mahlsdorf das Mori-Ôgai-Gedenkzimmer an dem Ort, wo Ōgai wohnte, im Haus Luisenstraße 39 Ecke Marienstraße 32 eingeweiht. Dies geschah mit Unterstützung der DDR-Regierung, die nach Möglichkeiten suchte, die wirtschaftlichen und politischen Beziehungen zu Japan zu verbessern, sowie der akademischen Ōgai-Gesellschaft in Tokyo. Seit 1984 betreute die Japanologin Beate Wonde diesen Ausstellungsraum; sie wurde 2019 aufgrund ihrer langjährigen Verdienste in den Vorstand der japanischen Ōgai-Gesellschaft gewählt.
Am 2. Juni 1989 gründete der Rektor der Humboldt-Universität im Beisein einer japanischen Wirtschaftsdelegation die Gedenkstätte (Leitung: Jürgen Berndt; ab 1995: Klaus Kracht; ab 2013: Harald Salomon). Nach der deutschen Einigung war der Bestand gefährdet. Bis 1993 wurden die Betriebskosten aus japanischen Spendenmitteln bestritten. Der weitere Erhalt wurde ab 1993 durch Zuwendungen der Schering AG und japanische Spenden in Höhe von 250.000 DM unterstützt. Die Zuwendungen bilden das Grundkapital der Stiftung Mori Ôgai-Gedenkfonds. Im Jahr 1994 fiel der Beschluss, die Gedenkstätte als wissenschaftliche Einrichtung der Humboldt-Universität zu erhalten. Im Oktober 1995 wurde das Zentrum für Sprache und Kultur Japans der Humboldt-Universität zu Berlin gegründet, bestehend aus dem Institut für Japanologie und der Mori-Ōgai-Gedenkstätte (Direktor: Klaus Kracht, 1995–2013). Publikationsorgane waren der Jahresbericht des Zentrums für Sprache und Kultur Japans der Humboldt-Universität zu Berlin (1996–2013), Japonica Humboldtiana - Yearbook of the Mori Ōgai Memorial Hall (1997–2015), die Kleine Reihe (1997–2015) und das Japanologische Archiv (2013).
Nach der Auflösung des Zentrums für Sprache und Kultur Japans im Jahr 2013 wurde die Mori-Ōgai-Gedenkstätte eine eigenständige und personell erweiterte Struktureinheit des Instituts für Asien- und Afrikawissenschaften (IAAW). Der Leiter der Einrichtung ist seitdem der Japanologe Harald Salomon. Seit 2020 ist die Japanologin Nora Bartels als Referentin für Bildungsarbeit ebenfalls dort tätig. Die Gedenkstätte publiziert unter anderem das Ogai Portal (seit 2018) und die Ogai Bibliothek (in Vorbereitung).